# Arazoğlu, Kars
Arazoğlu là một xã thuộc thành phố Kars, tỉnh Kars, Thổ Nhĩ Kỳ. Dân số thời điểm năm 2010 là 202 người.